# Hannover CL-Typen
Die Hannover CL.II–V waren Schlachtflugzeuge der deutschen Fliegertruppe im Ersten Weltkrieg.

## Entwicklung

„HAN“-Flieger über den Fabrikgebäuden;
Ganzseitige Anzeige in der Illustrirten Zeitung, Kriegsnummer 202 von 1918, signiert Blumer

Im August 1916 führte die Inspektion der Fliegertruppen die neue Kategorie CL (L=leicht) für Zweisitzer mit weniger als 750 kg Leermasse und 160–180 PS Motorstärke ein. Diese waren zunächst als zweisitziger Begleitjäger gedacht zum Einsatz in den Schutz-, später Schlachtstaffeln und -geschwadern.
Als der neue Typ ausgeschrieben wurde, entschloss sich die Hannoversche Waggonfabrik AG, die bisher nur als Lizenzfertiger und Instandsetzungswerk für Flugzeuge und Flugzeugteile in Erscheinung getreten war, selbst mit einer Eigenkonstruktion anzutreten.
Hermann Dorner, seit September 1916 Chefkonstrukteur der Hannoverschen Waggonfabrik, entwarf mit der Bezeichnung Hannover CL.II ein Flugzeug mit robustem, mit Sperrholz beplankten Rumpf. Die Maschine wirkte klein und kompakt und fiel durch ein ungewöhnliches Heckleitwerk, einem doppelten Höhenruder mit kurzer Spannweite, auf, das dem Schützen ein sehr großes freies Schussfeld ließ. Die Idflieg bestellte April/Mai 1917 drei CL.II zur Erprobung. Die Typenprüfung am 21. Juli 1917 zeigte exzellente Flugeigenschaften, worauf im August eine Produktionsorder von 200 Stück bestellt wurde, die im September um weitere 300 erhöht wurde.
Insgesamt wurden 493 CL.II gebaut, wobei vermutlich in dieser Zahl die in Lizenz von L.F.G. (Roland) gebauten und als CL.IIa bezeichneten Flugzeuge enthalten sind. Die Flugzeuge erhielten ein starres, mit dem Propeller synchronisiertes 7,92 mm LMG 08/15 für den Piloten sowie ein 7,92 mm Parabellum MG für den Beobachter.
Die im Dezember 1917 gebaute CL.III hatte überhängende Verwindungsklappen und die V-Flügelstellung war weniger negativ als bei der CL.II. Die Maschine durchlief am 23. Februar 1918 die Typenprüfung, gefolgt von einer Bestellung über 200 Stück im März. Sie wurde zunächst mit dem 160 PS Mercedes D.III-Motor ausgerüstet, der jedoch dringend für die Jagdflugzeugproduktion gebraucht wurde. Daher wurden von der CL.III nur 80 Exemplare gebaut und nach Rückkehr zum Argus As.III Motor die Serie CL.IIIa mit insgesamt 537 Maschinen aufgelegt. Als einige CL.III im Fronteinsatz Materialschwächen an den Tragflächen zeigten, forderte die Idflieg vom Hersteller umgehend die Tragflächen in der Produktion zu verstärken. Die CL.IIIb und die CL.IIIc waren Prototypen mit 190 PS N.A.G. Motor bzw. mit verlängerten Tragflächen.
Von der größeren CL.IV (auch fälschlich als C.IV bezeichnet) wurden nur fünf Exemplare gebaut. Die CL.IV hatte eine vereinfachte Verspannung und den schwereren Maybach Mb.IV Motor mit 245 PS.
Die CL.V erhielt den 185 PS BMW-IIIa-Motor und konnte somit auf eine Gipfelhöhe von 9.000 m steigen. Einige CL.V wurden mit einfachem Hecktragwerk gebaut. Von 100 bestellten Flugzeugen wurden insgesamt 46 Exemplare bis Kriegsende produziert, sie gelangten jedoch nicht mehr in den Einsatz. Nach dem Waffenstillstand lief die Produktion weiter, weitere 62 Stück wurden noch gebaut und als Zivilversion mit der Bezeichnung F.6 verkauft. 1923 produzierte der norwegische Hersteller Kjeller 14 CL.V für die norwegische Fliegertruppe, die als Kjeller FF.7 Hauk („Falke“) bis 1929 eingesetzt wurden.

## Einsatz
Die ersten CL.II kamen ab Spätsommer 1917 an die Front, im Februar 1918 standen 295 Maschinen im Einsatz. Die CL.IIIa folgte ab März/April 1918.

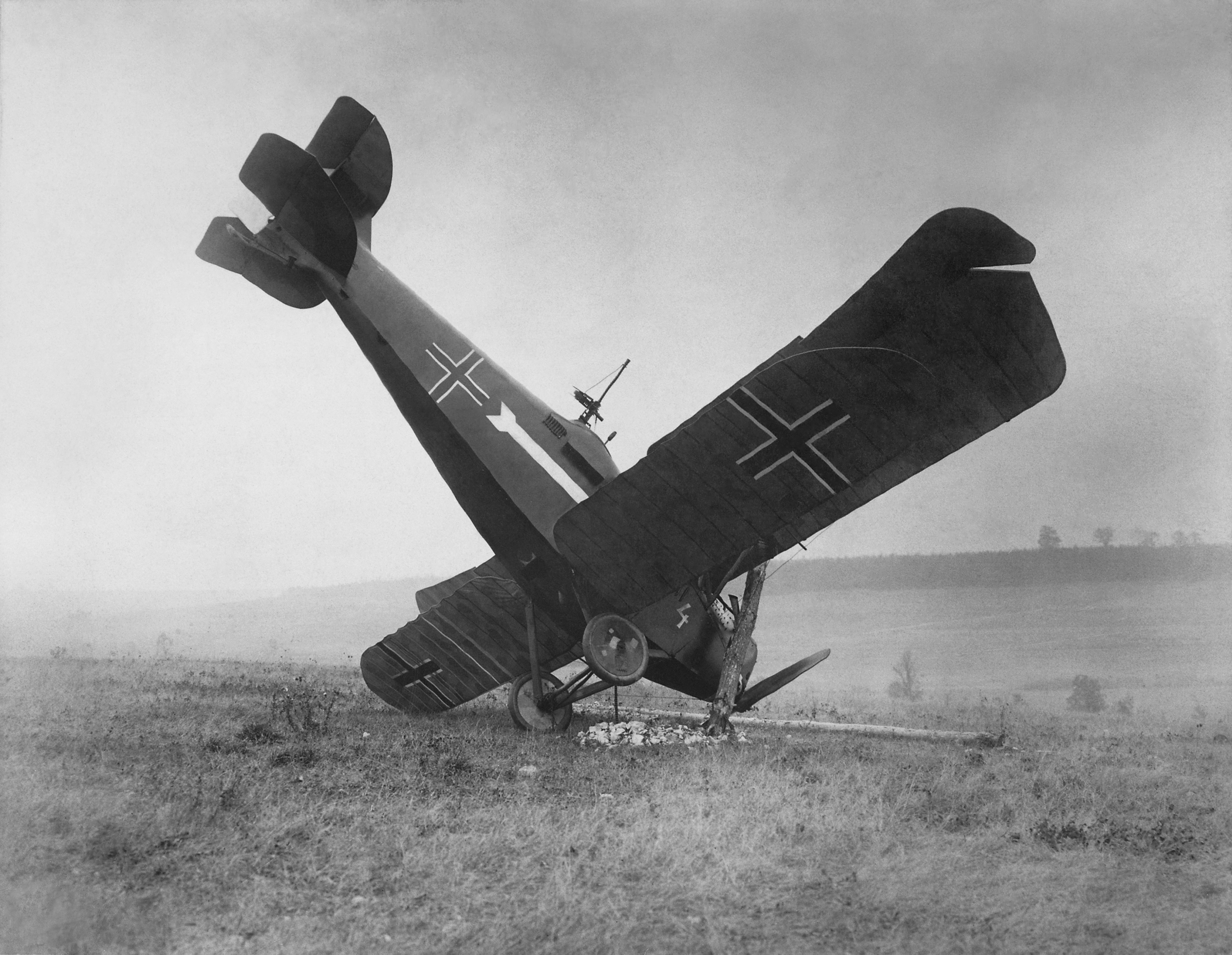
CL.IIIa 3892/18 nach dem Abschuss in den Argonnen, Oktober 1918

Die Maschinen bewährten sich sofort: Die gute Sicht des Piloten nach vorn und die durch das kompakte Heckleitwerk und die schmaleren Unterflügel verbesserte Sicht und das größere Schussfeld des Beobachters erhöhten den Gefechtswert der Maschine im Luftkampf, dazu kamen robuste Bauweise und extreme Wendigkeit: Der Radius im Kurvenflug, wichtig im Luftkampf auf nächste Nähe, ließ sich mit dem der alliierten Jagdflugzeuge vergleichen. Die große Gipfelhöhe erleichterte den Einsatz als Begleitjäger, der unter ihm fliegende schwerere Bomber oder Aufklärungsflugzeuge überwachen konnte.
Vor allem aber kam die von den Briten „Hannoverana“ genannte Maschine in der Deutschen Frühjahrsoffensive 1918 zum Einsatz, wo sie im gemeinsam mit den Halberstadt CL.II und den Junkers J.I im Tiefstflug feindliche Bodentruppen mit MG-Feuer und Handgranaten angriffen, für deren Aufnahme neben dem Beobachterstand an beiden Rumpfseiten längliche Halterungen angebracht wurden.
Nach dem Krieg gelangten mindestens 14 Maschinen, davon acht von L.F.G. gebaute, nach Polen und wurden von der polnischen Luftwaffe eingesetzt. Die Firma CWL (Centralne Warsztaty Lotnicze) in Warschau baute mindestens drei weitere nach, die alle Austro-Daimler-Motoren erhielten.

## Technische Daten
| Kenngröße                   | Hannover CL.II                        | Hannover CL.III                    | Hannover CL.IIIa                      | Hannover C.IV               | Hannover CL.V                |
| --------------------------- | ------------------------------------- | ---------------------------------- | ------------------------------------- | --------------------------- | ---------------------------- |
| Baujahr                     | 1917–1918                             | 1918                               | 1918                                  | 1918                        | 1918                         |
| Einsatzzweck                | Schutz-/Schlachtflugzeug              | Schlachtflugzeug                   | Schlachtflugzeug                      | Schlachtflugzeug            | Schlachtflugzeug             |
| Besatzung                   | 2                                     | 2                                  | 2                                     | 2                           | 2                            |
| Länge                       | 7,80 m                                | 7,80 m                             | 7,58 m                                | 7,80 m                      | 7,10 m                       |
| Spannweite                  | 12,00 m                               | 11,85 m                            | 11,70 m                               | 12,50 m                     | 10,49 m                      |
| Höhe                        |                                       | 2,80 m                             | 2,80 m                                |                             | 2,90 m                       |
| Flügelfläche                | 33,8 m²                               | 32,7 m²                            | 33,1 m²                               | 33,6 m²                     | 29,5 m²                      |
| Leermasse                   | 750 kg                                | 734 kg                             | 717 kg                                | 960 kg                      | 720 kg                       |
| Startmasse                  | 1110 kg                               | 1174 kg                            | 1081 kg                               | 1385 kg                     | 1080 kg                      |
| wassergekühlter Reihenmotor | Opel Argus As III 180 PS (ca. 130 kW) | Mercedes D III 160 PS (ca. 120 kW) | Opel Argus As III 180 PS (ca. 130 kW) | Maybach 260 PS (ca. 190 kW) | BMW IIIa 185 PS (ca. 140 kW) |
| Höchstgeschwindigkeit       | 165 km/h in NN                        |                                    | 165 km/h in 800 m Höhe                | 160 km/h                    | 185 km/h in 2000 m Höhe      |
| Steigzeit auf 1000 m        |                                       |                                    | 5:18 min                              |                             | 3:30 min                     |
| Steigzeit auf 2000 m        |                                       | 13:48 min                          |                                       |                             |                              |
| Steigzeit auf 4000 m        |                                       |                                    |                                       |                             | 15 min                       |
| Dienstgipfelhöhe            | 7500 m                                | 7000 m                             | 7500 m                                | 9000 m                      | 9000 m                       |
| Reichweite                  |                                       | 500 km                             | 500 km                                |                             | 550 km                       |
| Flugdauer                   |                                       |                                    | 3 h                                   |                             | 3 h                          |
| Bewaffnung                  | 2 MG, 50 kg Bomben                    | 2 MG, 50 kg Bomben                 | 2 MG, 50 kg Bomben                    |                             | 3 MG, Bomben                 |

## Galerie

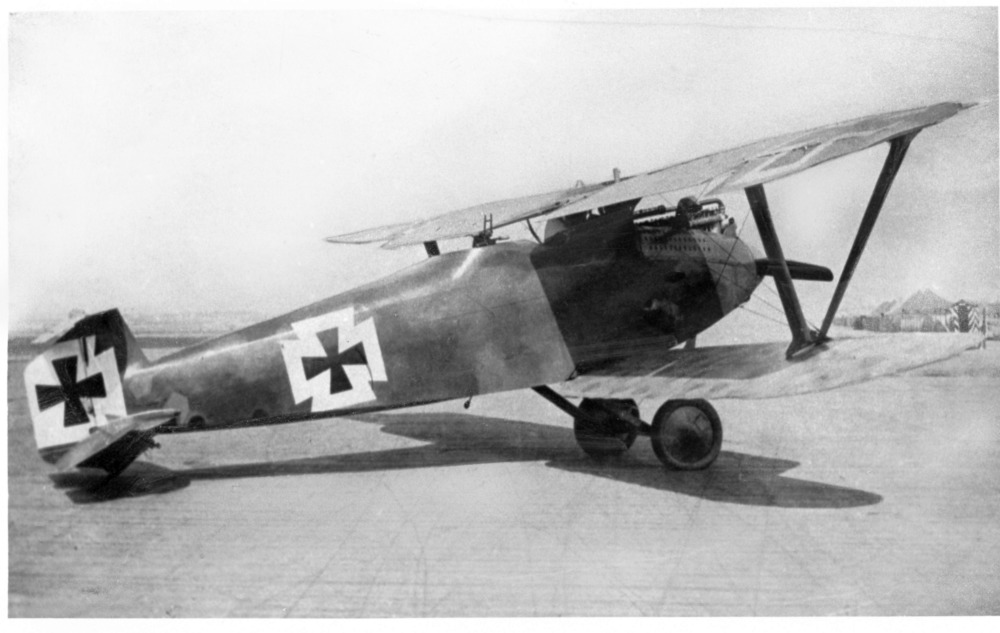
Hannover CL.IV
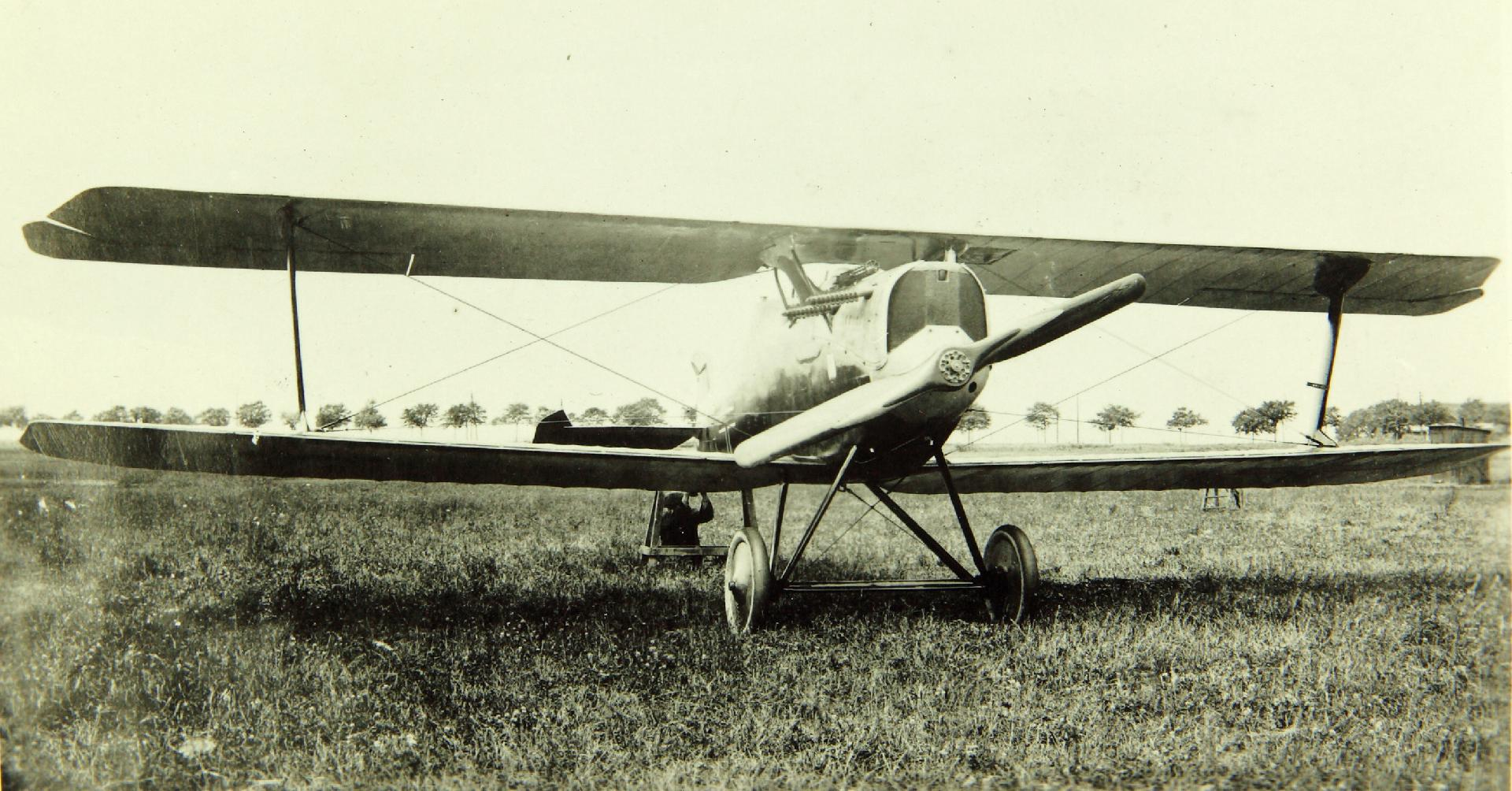
Hannover CL.V
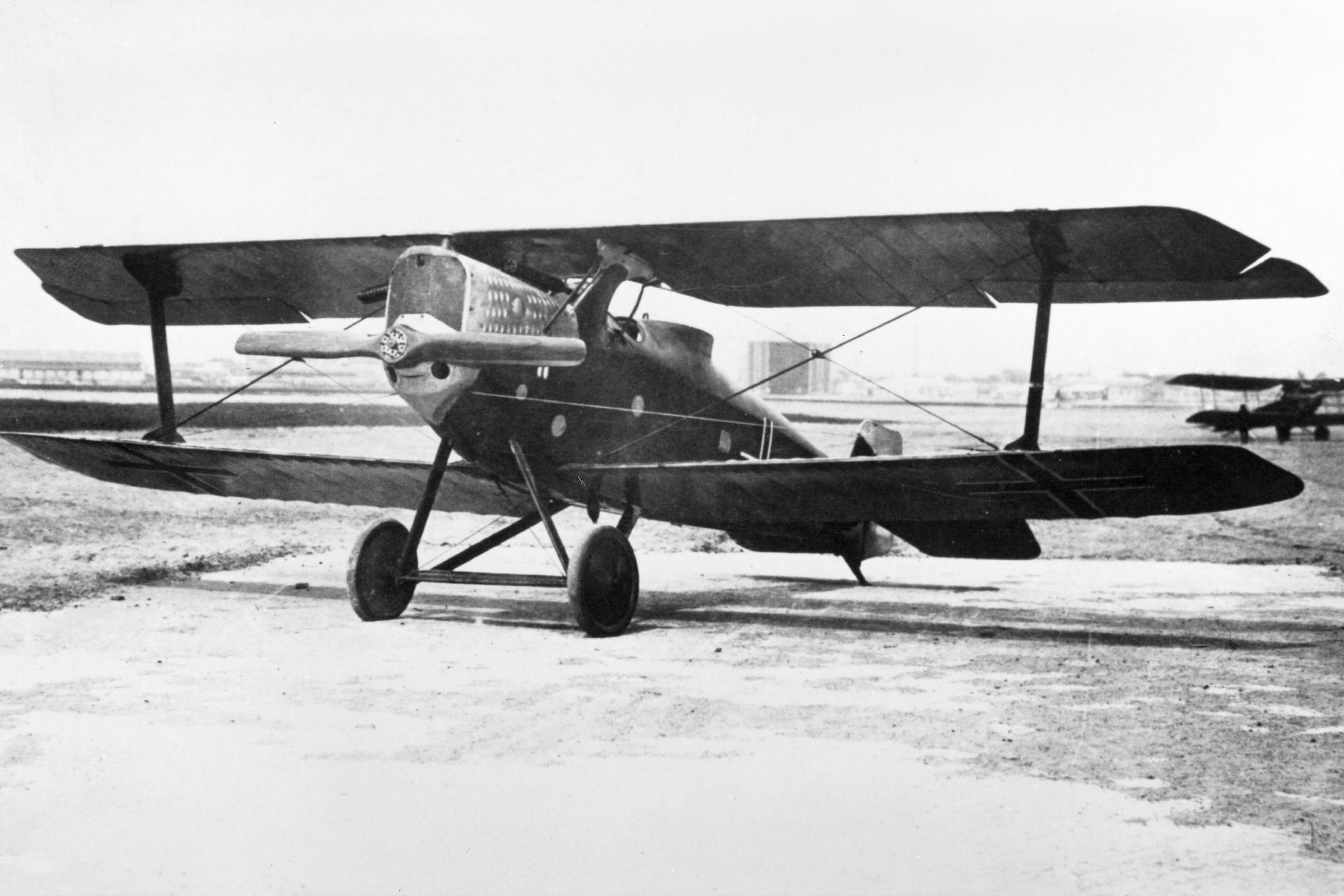
Hannover CL.V
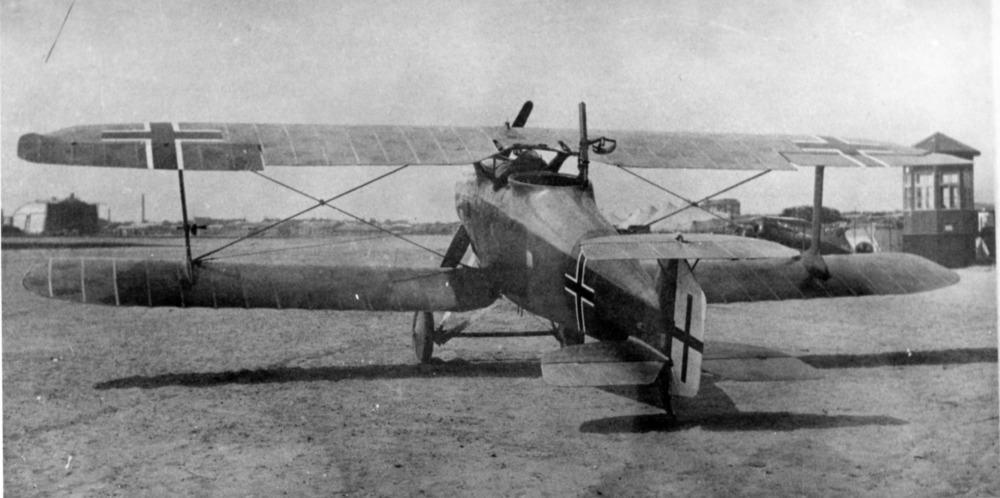
Hannover CL.V